# Środki aktywne
Środki aktywne (również przedsięwzięcia aktywne) –
specyficzne ofensywne działania służb wywiadowczych, czyli służb specjalnych danego państwa, skorelowanych z jego polityką zagraniczną, które mają na celu uzyskanie skutecznego wpływu na żywotne sfery życia politycznego innych państw (ich politykę
zagraniczną, rozwiązywanie problemów międzynarodowych), wprowadzenie władz tych państw w błąd, poderwanie i osłabienie ich pozycji na arenie międzynarodowej, uniemożliwienie realizacji ich planów i zamiarów lub osiągnięcie innych celów.
Współcześnie do środków aktywnych zalicza się ogólnie działania w postaci wykorzystania „agentury wpływu”, posługiwanie się „organizacjami fasadowymi” oraz akty przemocy. Celem działania służb specjalnych w tym obszarze jest swego rodzaju wykorzystanie organizacji i grup, których działalność sprzyja polityce państwa, w ramach którego działają. Funkcjonowanie pewnych grup społecznych czy politycznych w wielu przypadkach jest zgodne z interesem jakiegoś kraju i ma, lub może mieć w przyszłości, wpływ na jego życie polityczne i społeczne. Jest to podstawą do podjęcia działań w celu ich penetracji i manipulowania członkami, a w konsekwencji częścią opinii publicznej.
W wielu przypadkach tego typu podmiot jest tworzony od podstaw, by służby specjalne miały gwarancję sprawowania nad nim pełnej kontroli (mogą to być zarówno partie polityczne, jak i organizacje społeczne, społeczno-polityczne, a nawet grupy subkulturowe).
Środki tego typu są stosowane na przykład do oddziaływania na konkretne osoby z kręgu władzy, ale również na te mające wpływ na politykę na danym obszarze.